# Administrateur des Affaires maritimes
Le corps des administrateurs des Affaires maritimes est un corps d'officiers de carrière de la Marine nationale française relevant du ministère chargé de la Mer qui en assure la gestion en lien avec le ministère des Armées.
Le statut militaire de ce corps d'officiers (créé en 1902) a été établi au regard de la grande interactivité civile et militaire de l’action de l’État en matière maritime.
Dans leurs affectations sur le littoral, les administrateurs des Affaires maritimes conduisent leur action principalement dans le cadre des Directions interrégionales de la mer (DIRM) et des Directions départementales des territoires et de la mer (DDTM) et leurs délégations à la mer et au littoral ainsi que les CROSS, placées sous l'autorité conjointe des Préfets maritimes et des DIRM (par délégation des Préfets de région).

## Historique
L'administration des Affaires maritimes trouve son origine dans l'implantation, au XVIIe sous l'impulsion de Jean-Baptiste Colbert puis de son fils Jean-Baptiste Colbert de Seignelay, des « Commissaires aux classes » chargés d'enrôler et d'administrer des gens de mer au niveau des ports pour fournir à la marine de guerre royale des équipages compétents avec des marins issus des flottes de commerce et de pêche. Cette conscription, à raison d'une année sur trois, fut supprimée sous la Révolution française et remplacée par le régime de l'inscription maritime.
Les Commissaires aux classes devenus « Administrateurs de la Marine » fusionnent en 1835 avec les Commissaires des ports et arsenaux dans un unique corps des Commissaires de la Marine.
En 1902, trouvant anormal ce mélange d’attributions entre l'administration de la Marine militaire et celle de l'activité professionnelle des marins du commerce et de la pêche, le ministre de la Marine, Camille Pelletan, crée le corps des administrateurs de l'Inscription maritime par le décret du 7 octobre 1902. L'article 1er du décret du 7 octobre 1902 précise que « le corps des administrateurs de l'inscription maritime a une hiérarchie propre ne comportant aucune assimilation avec les grades de la Marine ». Si le décret de Camille Pelletant désigne les administrateurs de l'Inscription maritime comme étant des "fonctionnaires", faisant ainsi apparaître un statut civil, cette affirmation reste sujette à caution. En effet, les administrateurs de l'Inscription maritime tels que le décret 1902 les a créés, jouissent des prérogatives de l'état d'officier, puis se voient placés sous la juridiction militaire (décret du 26 mars 1903) avant de se voir attribuer un uniforme avec parements "gris cendrés" (décret du 16 septembre 1904 publié au journal officiel du 21 septembre 1904).
Malgré ces éléments qui tendent à considérer que les administrateurs de l'Inscription maritime sont toujours sous statut militaire, Édouard Lockroy, ancien ministre de la Marine et adversaire déclaré de Camille Pelletan, attaque violemment la création de ce corps : « On aperçoit un malheureux petit décret, mal venu, copie assez informe d'un décret plus ancien dont il aggrave les défauts et méconnaît le caractère, qui démilitarise le service de l'inscription maritime, et confie à des civils l'opération si délicate et si essentiellement militaire de la mobilisation. Dans ce texte étonnant, rien n'est prévu, ni organisé; les nouveaux fonctionnaires relèvent directement du ministre pour une partie de leurs attributions, pour l'autre du préfet maritime. En qualité de civils, ils ont des galons et un uniforme; mais en qualité d'officiers, comme on leur accorde l'assimilation, ils ne font pas de service militaire ».
Le but de Camille Pelletan est alors de « mettre à la tête de chaque quartier [de l'Inscription maritime] un fonctionnaire ayant le sens des réalités sociales et pas seulement l'habitude des procédés militaires; placer sur notre littoral des chefs qui deviendraient les guides des populations maritimes pour leur émancipation nécessaire ».
Le décret du 6 avril 1912 (publié au JORF du 10 avril 1912, page 3595), dispose en son article 1er : "Le corps des administrateurs de l'Inscription maritime, corps militaire, chargé de l'administration des quartiers maritimes".  
Les administrateurs de l'inscription maritime sont alors responsables :
- de l'inscription maritime ;
- de la police de la navigation ;
- du pilotage maritime ;
- de la réglementation et de la police des pêches maritimes ;
- de la gestion des épaves ;
- de la gestion du régime social des marins.

Les administrateurs de l'inscription maritime sont dotés de leur propre école de formation et relèvent alors du ministère chargé de la Marine marchande. Le statut militaire du corps affilié aux officiers de marine est officiellement établi à partir de 1929 pour assurer l’interpénétration entre les deux marines au regard de la grande interactivité civile et militaire de l’action de l’État en mer. Le nouveau corps est chargé de la gestion des services déconcentrés du ministère chargé de la Marine marchande, puis évolue vers une plus grande diversité d’affectations notamment dans les administrations centrales de l'État.
En 1965, le régime de l’inscription maritime est supprimé : les administrateurs de l'inscription maritime sont rebaptisés « administrateurs des Affaires maritimes ».
Le corps des administrateurs des affaires maritimes (AAM) intègre en son sein, depuis 2009, celui des professeurs de l'enseignement maritime et depuis 2016, celui des officiers du corps technique et administratif des Affaires maritimes (OCTAAM).
Les Administrateurs des Affaires maritimes sont représentés par l'Association des Administrateurs des Affaires maritimes, dont la présidente actuelle est l’Administrateur général (2S) Marie-Henriette Esquivié, et par l'Association nationale professionnelle des militaires relevant du ministre chargé de la mer (AP3M), dont le président est l'Administrateur général (2s) Philippe Forin.
Le statut actuel du corps des administrateurs des Affaires maritimes est régi par le décret no 2012-1546 du 28 décembre 2012 portant statut particulier du corps des administrateurs des affaires maritimes. 

## Un corps de direction à compétence générale en matière maritime
Les administrateurs des Affaires maritimes assurent des fonctions de direction, de conception et d'expertise tant administrative que technique en matière maritime (commerce, pêche, plaisance, protection sociale des marins, formation maritime, sécurité des navires et de la navigation, planification de l'espace littoral et maritime, prévention des risques professionnels et des événements de mer, protection de l'environnement marin, etc.).
Ces missions sont exercées pour le compte des ministères chargés de la mer, des pêches maritimes et de l'aquaculture marine, ainsi que pour d’autres administrations publiques.

## Les affectations des administrateurs des Affaires maritimes (AAM)
Les administrateurs des Affaires maritimes ont une grande diversité d'affectations au sein des administrations centrales et territoriales de l'État ayant une compétence en matière maritime.
Ils sont actuellement affectés dans de nombreux services : 
- inspection générale des affaires maritimes (IGAM) ;
- administrations centrales des ministères chargés de la mer et des pêches maritimes (direction générale des affaires maritimes, de la pêche et de l'aquaculture - DGAMPA, direction de l'eau et de la biodiversité - DEB, etc.) ;
- Directions interrégionales de la mer (DIRM) ;
- centres régionaux opérationnels de surveillance et de sauvetage (CROSS) ;
- centres de sécurité des navires (CSN) pour ceux ayant reçu une formation technique préalable ;
- Directions départementales des territoires et de la mer (DDTM) ;
- secrétariat général de la Mer ou à la Défense nationale ;
- préfectures maritimes ;
- préfectures de région ;
- bureaux d’enquête technique et administratives ;
- collectivités locales ;
- établissements publics ;
- établissements de formation ;
- organisations internationales ;
- Commission européenne ;
- agences de l'Union européenne ;
- etc.

Ils y assurent des fonctions de direction, de synthèse et d’encadrement et contribuent à la conception des normes administratives. Ils peuvent assurer des fonctions d'enseignement maritime et de recherche. Toutes les fonctions à caractère maritime exercées dans le cadre de l’administration française leur sont ouvertes et au-delà de spécialisations initiales, leurs carrières peuvent se développer de façon très variée et déboucher sur des emplois de la haute fonction publique.
Cependant et particulièrement depuis 2010 et la REATE, qui a mis fin aux directions départementales des affaires maritimes (DDAM) et aux directions régionales des affaires maritimes (DRAM), les premières étant intégrées aux DDTM, les secondes fusionnées à un échelon interrégional (DIRM), il est à noter que, tout en étant un corps spécialisé, les AAM sont en concurrence avec l'ensemble des corps de la fonction publique. Ainsi, un ITPE, un attaché d'administration ou un IPEF peuvent postuler sur les emplois "traditionnels" des affaires maritimes, tels que chef de service maritime et littoral, chef de service en DIRM, délégués mer et littoral en DDTM, etc.
Seuls les postes d'officiers en CROSS relèvent encore directement de l'Inspection générale des affaires maritimes et ne sont pas ouverts aux personnels civils en raison de l'exercice du commandement sur les officiers mariniers.  
Comme tous les autres agents supérieurs de l’État, les administrateurs des Affaires maritimes peuvent, par dispositions réglementaires (concours) et sur initiative individuelle, intégrer les grands corps de l’État (Cour des comptes, Conseil d'État, Tribunaux administratifs, magistrature judiciaire, corps préfectoral, Contrôle général des armées, etc.).

## Recrutement et formation
Le corps est recruté par voie de plusieurs concours ouverts aux universitaires (niveau licence pour les administrateurs, niveau maîtrise juridique ou scientifique pour les administrateurs principaux), aux officiers navigants de la Marine nationale et de la Marine Marchande, aux cadres civils (de formation technique ou administrative) des administrations maritimes mais aussi maintenant aux autres agents de l’État qu’ils soient civils ou militaires (agents de catégorie A ou de catégorie B selon les concours). Des intégrations directes au profit de cadres confirmés, qu’ils soient civils ou militaires, des administrations maritimes sont également possibles à titre individuel.
La formation est dispensée par l’École d'administration des Affaires maritimes installée dans la ville du Havre (auparavant située à Nantes, jusqu'en 2021 et plus anciennement, Bordeaux) dans l'enceinte des bâtiments de l'École nationale supérieure maritime. Elle comprend des phases théoriques et pratiques assurées notamment à l'École navale et pendant la campagne d'application des élèves-officiers de la Marine, mais aussi de nombreux embarquements sur tous types de navires et des stages dans tous les différents services concernés par l'administration de la mer. Elle vise avant tout à développer la capacité de vues d’ensemble et de synthèse sur toutes les composantes de la vie maritime.

## Grades et appellations
Sur le galonnage des manches et des pattes d'épaules, les insignes de grade sont encadrés de parements gris cendré.

### Officiers généraux
- Administrateur général hors classe des affaires maritimes (abréviation AGHCAM)
- Administrateur général de 1re classe des affaires maritimes (AG1AM).
- Administrateur général de 2e classe des affaires maritimes (AG2AM).

Pour les officiers généraux, l'appellation de l'administrateur général hors classe des affaires maritimes (AGHCM) est "monsieur l'Inspecteur général" ; l'appellation des AG1AM et AG2AM est « Monsieur ou Madame l'administrateur général ».

### Officiers supérieurs
- Administrateur en chef de 1re classe des affaires maritimes (AC1AM) ;

- Administrateur en chef de 2e classe des affaires maritimes (AC2AM);

- Administrateur principal des affaires maritimes (APAM).

Pour les officiers supérieurs, l'appellation est « Monsieur ou Madame l'administrateur en chef » ou « Monsieur ou Madame l'administrateur principal » selon le grade.

### Officiers subalternes
- Administrateur de 1re classe des affaires maritimes (A1AM).

- Administrateur de 2e classe des affaires maritimes (A2AM).

- Administrateur de 3e classe des affaires maritimes (A3AM).

- Élève-administrateur des affaires maritimes (AAM).

Pour les officiers subalternes et quel que soit leur grade, leur appellation est « Monsieur ou Madame l'administrateur ».

## Caractéristiques statutaires du corps des AAM

### Rémunération
Les administrateurs des affaires maritimes perçoivent une solde déterminée par les mêmes textes réglementaires que les officiers de la marine nationale : le décret no 2009-20 du 7 janvier 2009 fixant les indices de solde applicables à certains corps d'officiers détermine l'indice brut associé à chaque grade et, au sein de chaque grade, à chaque échelon. Un tableau d'équivalence permet ensuite d'établir le lien entre l'indice brut et l'indice majoré. Pour obtenir la solde brute, il faut enfin multiplier l'indice majoré par la valeur du point d'indice.
Le passage de grade est automatique jusqu'au grade d'administrateur de 2e classe des affaires maritimes. Au-delà, la promotion se fait au choix, par le biais d'un tableau d'avancement publié chaque année par l'IGAM. Au sein d'un grade, le passage d'échelon est automatique.
Cette rémunération brute n'est néanmoins pas le seul élément de la rémunération. Un système de primes vient compléter cette rémunération.
À noter : la Nouvelle Politique de Rémunération des Militaires (NPRM) s'applique progressivement aux armées depuis 2019. La déclinaison de certaines de ses mesures au corps des administrateurs des affaires maritimes n'est pas encore connue et fait l'objet de discussions avec la Direction des Ressources Humaines du Ministère chargé de la mer.

#### Primes mensuelles

##### Primes et indemnités mensuelles spécifiquement militaires

###### Indemnité pour Charge Militaire
L'indemnité pour Charge Militaire (ICM) est définie par le décret no 59-1193 du 13 octobre 1959 fixant le régime de l'indemnité pour charges militaires. Cette indemnité est versée "pour tenir compte des diverses sujétions spécifiquement militaires, et notamment de la fréquence des mutations d'office". Aucune définition précise de ce que recouvre les "diverses sujétions spécifiquement militaires" n'est donnée par un texte réglementaire ou par la jurisprudence.
L'indemnité varie en fonction du grade, du logement (à titre gratuit ou non) et de la situation familiale (célibataire, chargé de famille, etc.).

###### Majoration d'Indemnité Pour Charge Militaire.
La majoration de l'indemnité pour charges militaires (MICM) est un complément à l'ICM versée aux seuls militaires mariés ou chargés de famille locataires de leur logement principal.
La MICM tient compte d'un classement des communes par zones géographiques, établi pour l'application des aides de l'État en matière de logement par l'arrêté du 17 mars 1978 modifié et qui s'applique aux militaires comme à la population civile.
La MICM varie en fonction de la zone géographique de la commune, du loyer effectivement versé et de la composition du foyer.

###### Prime de qualification
La prime de qualification est versée à la suite de l'obtention du Diplôme Technique (DT) attribué aux administrateurs des affaires maritimes diplômés de l'école d'administration des affaires maritimes après soutenance et validation de leur mémoire de recherche rédigé dans le cadre de leur master.
Cette prime est équivalente à 16% de la solde brute et est versée mensuellement.
Au grade d'APAM, les AAM peuvent présenter un brevet technique (BT) sur proposition de l'IGAM. En cas de réussite à la soutenance de ce brevet, la prime de qualification passe de 16 à 28% 

###### Temps d'activité et d'obligations professionnelles complémentaires (TAOPC)
En sus de leurs congés annuels, les administrateurs des affaires maritimes (à l'instar de tous les militaires) bénéficient de quinze jours de permissions complémentaires planifiées (PCP) par le commandant de la formation administrative, par année civile entière de service.
Ces PCP peuvent faire l'objet d'une compensation par le biais du versement d'une indemnité de Temps d'activité et d'obligations professionnelles complémentaires (TAOPC). Les PCP sont aujourd'hui réduites à 5 jours au sein du corps des administrateurs des affaires maritimes. La TAOPC est donc versée chaque mois, à hauteur de 85 €.

##### Primes et indemnités mensuelles communes aux militaires et fonctionnaires français

###### Indemnité de résidence
L'indemnité de résidence est versée pour tenir compte des variations du coût de la vie selon les zones géographiques. Elle est égale à un pourcentage du traitement indiciaire brute et varie de 0 à 3%.

###### Supplément familial de traitement
Le supplément familial de traitement (SFT) est un complément de rémunération versé à tout agent public qui a au moins 1 enfant de moins de 20 ans à charge au sens des prestations familiales. Le montant est soit fixe, soit proportionnel à l'indice majoré.

###### Indemnité compensatrice CSG
Une indemnité compensatrice de la hausse de la contribution sociale généralisée (CSG) a été mise en place à partir de 2018. Un douzième de cette indemnité est versé chaque mois.

#### Primes annuelles
À la différence de nombreux corps de la fonction publique, les militaires ne bénéficient pas du versement de primes semestrielles ou annuelles. La NPRM va cependant introduire, à partir de 2022, des éléments de rémunération liés à la performance. L'application de ces nouvelles dispositions au corps des AAM n'est cependant pas encore connue.

#### Primes et indemnités exceptionnelles

##### L'indemnité de mobilité géographique des militaires (IMGM)
Cette indemnité, mise en place à partir du 1er janvier 2021, se substitue à la COMICM et la SUPICM, connues dans les armées sous le nom de "primes rideau". Ces primes intervenaient en effet à la suite de la mutation et du déménagement du militaire. Les facteurs désormais pris en compte dans le calcul de cette indemnité sont le nombre de mutations et la composition du foyer fiscal.

##### Primes liées aux opérations extérieures
Les AAM ayant reçu une formation technique et affectés en CSN embarquent ponctuellement pour des audits et visites sur des navires sous pavillons français et étrangers ou effectuent des missions à l’étranger pour certains armateurs, ils seraient donc a priori éligibles aux primes liées à l'embarquement et aux opérations extérieures (prime ISAO à partir de 2022).

##### Cas particulier de la scolarité à l'EAAM
Contrairement aux autres écoles d'officier qui assurent, à titre gratuit (ex. : École navale), le gîte et le couvert de leurs élèves, aucune disposition particulière n'est prévue pour les élèves-administrateurs et les administrateurs-élèves, qui se logent et se nourrissent à leurs frais lors de leurs périodes de scolarité à l'EAAM. 
Le gîte et le couvert sont cependant assurés lors des périodes de formation à l'École navale et pendant la campagne d'application des élèves officiers de la Marine (campagne Jeanne d'Arc). 

#### Exemples de rémunérations d'administrateurs des affaires maritimes
Les cas suivants sont donnés à titre information et visent à rendre compte des ordres de grandeur du salaire net versé avant prélèvement à la source, pour différentes configurations de rémunération d'un administrateur des affaires maritimes en position normale d'activité au sein du ministère de la mer, des pêches ou de la transition écologique.
Un simulateur non officiel et gratuit permet en outre de tester toutes les configurations de rémunération possibles, pour les AAM comme pour tous les militaires.
| Ancienneté minimale dans le corps à la suite d'un recrutement via concours externe (années) | Grade (1er échelon) | Rémunération nette avant prélèvement à la source, militaire célibataire, zone d'habitation 2 (Le Havre) | Rémunération nette avant prélèvement à la source, marié, locataire avec un loyer d'au moins 1 000 €, zone d'habitation 2 (Le Havre) |
| ------------------------------------------------------------------------------------------- | ------------------- | --- | --- |
| 0                                                                                           | Aspirant            | 1 390 €                                                                                                 | 1 518 € |
| 1                                                                                           | A3AM                | 1 797 €                                                                                                 | 1 995 € |

| Ancienneté minimale dans le corps à la suite d'un recrutement via concours externe (années) | Grade (1er échelon) | Rémunération nette avant prélèvement à la source, militaire célibataire, titulaire du diplôme technique, zone d'habitation 1 (Paris) | Rémunération nette avant prélèvement à la source, titulaire du diplôme technique, locataire avec un loyer d'au moins 1 500 €, 2 enfants, zone d'habitation 1 (Paris) |
| ------------------------------------------------------------------------------------------- | ------------------- | --- | --- |
| 2                                                                                           | A2AM                | 2 350 € | 3 042 € |
| 4                                                                                           | A1AM                | 3 000 € | 3 940 € |
| 8                                                                                           | APAM                | 3 421 € | 4 360 € |

| Ancienneté minimale dans le corps à la suite d'un recrutement via concours externe (années) | Grade (1er échelon) | Rémunération nette avant prélèvement à la source, militaire célibataire, titulaire du brevet technique, zone d'habitation 1 (Paris) | Rémunération nette avant prélèvement à la source, titulaire du brevet technique, locataire avec un loyer d'au moins 1 500 €, 2 enfants, zone d'habitation 1 (Paris) |
| ------------------------------------------------------------------------------------------- | ------------------- | --- | --- |
| 8                                                                                           | APAM                | 3 759 € | 4 698 € |
| 13                                                                                          | AC2AM               | 4 086 € | 5 090 € |
| 17                                                                                          | AC1AM               | 4 514 € | 5 590 € |
| 21                                                                                          | AG2AM               | 6 132 € | 7 625 € |
| 23,5                                                                                        | AG1AM               | 6 378 € | 7 876 € |

### Permissions (congés)
En langage militaire, les congés s'appellent des permissions. Les AAM bénéficient des mêmes permissions que les militaires. Ces permissions sont listées en sous-section 6 : Permissions et congé de fin de campagne, articles R4138-16 à R4138-27 du code de la défense.
Les permissions sont de quatre ordres :
1° Permissions de longue durée ; 
2° Permissions d'éloignement ; 
3° Permissions complémentaires planifiées ; 
4° Permissions pour événements familiaux.
Concrètement, en année courante, un AAM bénéficie de 45 jours de permissions longue durée et de 5 jours de PCP (ou TAOPM) soit un total de 50 jours de permissions par an.

### Accès auxemplois fonctionnels

#### Cas général
Les conditions d'accès aux emplois de direction de l'État sont fixées par le décret no 2019-1594 du 31 décembre 2019 relatif aux emplois de direction de l'État.
Le corps des AAM, dont l'indice terminal est supérieur au hors échelle B, à l'instar des corps militaires d'officiers, peut accéder aux emplois dits fonctionnels de la fonction publique à partir du grade de lieutenant-colonel (ou AC2AM (minimum de 13 ans d'ancienneté). Un minimum de "six années d'activités professionnelles diversifiées les qualifiant particulièrement pour l'exercice de fonctions supérieures de direction, d'encadrement ou d'expertise" est également requis, sans que ces activités professionnelles diversifiées ne fassent l'objet d'une définition réglementaire.
À titre de comparaison, aucune limite de grade ne s'impose aux trois autres corps de direction du ministère de la transition écologique (IPEF, administrateurs civils, architectes urbanistes de l'État).

#### Classe fonctionnelle du grade de commandant
Le décret 2019-1594 prévoit une exception à la limite d'âge condition d'avoir occupé un emploi conduisant à nomination dans la classe fonctionnelle du grade de commandant.
La liste des emplois pouvant conduire à la nomination dans la classe fonctionnelle du grade de commandant est constituée de certains postes de chefs de bureau en administration centrale (direction des pêches maritimes et de l'aquaculture, direction des affaires maritimes, direction générale des infrastructures, des transports et de la mer), du chef de l'unité territoriale de Mayotte, du chef du service des affaires maritimes de Saint-Pierre-et-Miquelon et du chef de cabinet de l'inspecteur général des affaires maritimes.
Le nombre de nominations dans la classe fonctionnelle du grade de commandant est actuellement fixé à 1: à un instant t, un seul agent titulaire d'un des postes cités dans la liste d'emploi peut accéder à la classe fonctionnelle. Aucune nomination n'est à ce jour répertoriée (décembre 2021) sur ce grade fonctionnel dans le bulletin officiel du ministère de la transition écologique.